# Burton Greene
Burton Greene (Chicago, Illinois; 14 de junio de 1937-Ámsterdam, 28 de junio de 2021) fue un pianista estadounidense de free jazz y jazz contemporáneo.

## Biografía
Estudió piano clásico, antes de introducirse en el mundo del jazz (1956-1958) de la mano del pianista Dick Mars. Claramente decantado por el entonces pujante free jazz, forma su primera banda con Alan Silva (1963) y se incorpora, como miembro fundador, a la Jazz Composers Guild. En los años 1960, tocaría con un gran número de músicos del género, como Marion Brown, Sam Rivers, Gato Barbieri, Paul Bley, Willem Breuker y otros. En la década de 1970 desarrolla un trabajo de revisión de obras de música clásica, en especial de Béla Bartók y de compositores medievales. Ya en los años 1980, se instala en Holanda, donde toca con el saxofonista Paul Stocker en cuarteto.
Desde mediados de los años 1990, Greene ha actuado y grabado frecuentemente en Nueva York, y en la Costa Este. En los últimos años ha tocado en dúo con el bajista Mark Dresser; en cuarteto con el trompetista Roy Campbell, junto a Lou Grassi y Adam Lane; en trío con Ed and George Schuller; y en quinteto, con los hermanos Schuller, Russ Nolan en los saxos y la flauta, y Paul Smoker en la trompeta. Su autobiografía, Memoirs of A Musical Pesty-Mystic, fue publicada en 2001 (Cadence Jazz Books).

## Estilo
Burton desarrolló un evidente gusto por el orientalismo, con el uso de pequeñas percusiones, ritmos de bailes tradicionales de Oriente, secuencias reiterativas, etc. Su técnica era perfeccionista, muy influida por su formación clásica, enérgica, con paroxismos y bloques de acordes. Para muchos autores, un músico prototípico de las tendencias místicas y universalistas propias de los años 1960.

## Discografía
- 1964: The Free Form Improvisation Ensemble
- 1965: Burton Greene Quartet
- 1969: Aquariana (BYG Actuel)
- 1978: Structures: The N.B.G. Trio Live (Circle Records)
- 1978: European Heritage  (Circle)
- 1992: Klezmokum: Ancient & Newer Roots
- 1994: Klezmokum: Jew-azzic Park
- 1998: Klezmokum: Re-Jew-venation
- 2004: Solo Piano: Live at Grasland
- 2006: Burton Greene Trio: Ins and Outs